# Grauers Großkopfspitzmaus

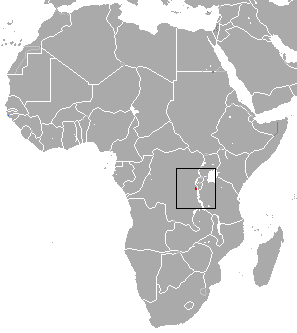
Verbreitungsgebiet (rot)

Grauers Großkopfspitzmaus (Paracrocidura graueri), auch Itombwe-Wimperspitzmaus genannt, ist bisher nur vom Holotyp aus den Itombwe Mountains in der Demokratischen Republik Kongo am nordwestlichen Ufer des Tanganjikasees bekannt. 

## Merkmale
Grauers Großkopfspitzmäuse sind mittelgroße Spitzmäuse mit einem kurzen und dichten Fell von dunkelbrauner Farbe. Die Kopf-Rumpf-Länge des Holotyps liegt bei 8,3 cm, die Schwanzlänge bei 4,6 cm. Die Ohren sind auffällig aber klein und nicht mit Fell bedeckt. Vorder- und Hinterfüße sind hell und auf ihrer Oberseite mit sehr kurzem Haar bedeckt. Der Schwanz ist mittellang (ca. 55 % der 
Kopf-Rumpf-Länge), einfarbig und etwas heller als das Rückenfell. Der Schädel hat ein langes Rostrum und einen langen Hirnschädel. Der erste Schneidezahn ist lang und besitzt einen Höcker, der dritte Backenzahn ist besonders breit.

## Lebensweise
Grauers Großkopfspitzmaus lebt in Afromontanen Wäldern. Über die Lebensweise dieser Spitzmäuse so gut wie nichts bekannt. 
Der Gefährdungsgrad der Art ist nicht bekannt, die IUCN listet sie unter „unzureichende Datenlage“ (Data deficient).